# Aedes calceatus
Aedes calceatus är en tvåvingeart som beskrevs av Edwards 1941. Aedes calceatus ingår i släktet Aedes och familjen stickmyggor. Inga underarter finns listade i Catalogue of Life.